# 地海彼岸
《地海彼岸》（英語：The Farthest Shore）是美國作家娥蘇拉·勒瑰恩於1972年發表的奇幻小說，是地海系列的第三部長篇小說。故事敘述少年亞刃追隨大法師格得遍歷地海諸島，追索災厄根源、恢復世理均衡的過程。

## 劇情提要
不祥的異變在地海各境蔓延：法師遺忘真言，喪失力量；歌者遺忘詞曲；人民恍惚度日，彷彿世事已無關緊要。英拉德王子亞刃（Arren）受命前往柔克徵詢智者意見，大法師格得在與眾師傅會商後，決定帶亞刃一同前往地海各境，追查異變緣由。
這是段艱辛漫長的旅程。年少的亞刃崇敬格得的智慧與力量，心悅誠服地為他效命，然而大法師的心思難以捉摸，真相更是隱誨難尋。兩人乘坐小舟，在南陲諸島之間尋訪，失棄技藝的法師提到在暗境中的石牆、換取永生不朽的代價、吞噬生命與真實的破洞，以及一個被尊為「黑暗之主」的強大法師。諸般現象指出有某個強大的法術被誤用，使世理均衡遭到破壞。
在開闊海民的浮筏上，龍族之長歐姆安霸（Orm Ember）前來向格得求援，於是格得與亞刃航向西陲的龍居諸嶼，直抵西方盡頭的偕勒多島（Selidor）。在那兒他們擊敗操縱亡靈的法師，並跟隨他進入亡者國度。格得犧牲自身全部法力，終於將生死境界間的裂隙闔上。

### 結局
亞刃應驗了古老的預言，成為群島王國之王。而關於格得後事的交待，作者提示了兩種可能性：其一說他駕船航向西方盡頭，再也沒有回來；其二說他回到家鄉弓忒，隱居在山林之間。日後的續集《地海孤雛》採用的是後者。

## 評析
《地海彼岸》如同系列前兩本書，亦可歸於青少年成長小說的範疇。稍有不同的是，亞刃背負不凡宿命，年長的格得以導師的身分指引他認清責任與選擇，何時不為、而何時又該有所為。在言談與身教中隱含了道家無為而治的思想。
本書同時也對生命與死亡的意義有深入的探討，並且進一步擴展地海系列中的真名概念。然而在日後的系列作《地海奇風》之中，針對這些議題，作者將重新以另一個角度加以詮釋。

## 中譯書目
《地海彼岸》 蔡美玲譯，謬思出版社奇幻館書系，2002年（繁體，台灣地區）

## 獎項
《地海彼岸》獲得1973年美國國家圖書獎最佳青少年小說。

## 外部連結
- The Farthest Shore（页面存档备份，存于）